# Xian de Gangca
Le xian de Gangca (刚察县 ; pinyin : Gāngchá Xiàn) est un district administratif de la province du Qinghai en Chine. Il est placé sous la juridiction de la préfecture autonome tibétaine de Haibei.

## Démographie
La population du district était de 39 159 habitants en 1999.